# Domenico Fontana
Domenico Fontana (Melide, nos arredores do lago Lugano, 1543 — Nápoles, 1607) foi um arquiteto italiano do final do Renascimento, nascido no atual Ticino. Ele trabalhou principalmente na Itália, em Roma e Nápoles.

## Biografia
Ele nasceu em Melide, um vilarejo às margens do Lago Lugano, na época propriedade conjunta de alguns cantões suíços da antiga Confederação Suíça, e atualmente parte do Ticino, na Suíça, e morreu em Nápoles. Ele foi para Roma em 1563, antes da morte de Michelangelo, para se juntar a seu irmão mais velho. Ele ganhou a confiança do cardeal Montalto, mais tarde Papa Sisto V, que lhe confiou em 1584 a construção da Cappella del Presepio (Capela da Manjedoura) na Basílica de Santa Maria Maior, um poderoso edifício com domo sobre uma cruz grega. É uma estrutura maravilhosamente bem equilibrada, não obstante a profusão de detalhes e a sobrecarga de rica ornamentação, que em nada interfere no esquema arquitetônico principal. É coroada por uma cúpula ao estilo antigo de S. Mário de Montepulciano . Para o mesmo patrono, construiu o Palazzo Montalto próximo a Santa Maria Maior, com sua habilidosa distribuição de missas e esquema decorativo de relevos e festões, impressionantes pela destreza com que o artista adaptou o projeto ao local a sua disposição.
Mendicante monge franciscano, Sisto V foi admitido à ordem com apenas doze anos de idade, baptizado pelo seu pai como Felice (Felix). Ao contrário dos outros papas, Sisto V, não deixou o seu nome de lado, tendo dado a dois projectos de sua autoria o nome de Strada Felice, a grande via com sentido noroeste-sudeste, cruzando Roma e a Acqua Felice, o sistema de abastecimento de água que permitiu que fosse possível chegar água às colinas da cidade. Papa da Contra-Reforma, Felix Peretti (1521-90), teve treze anos a ser ignorado pelo seu predecessor ao trono papal, Gregório XIII, sendo sido chamado a Roma aos trinta e cinco anos como pregador da Quaresma. Como cardeal, recebe alguns lucros e compra uma propriedade junto à Basílica de Santa Maria Maior, numa área deserta, mandando construir ao jovem arquitecto e desconhecido Domenico Fontana, uma casa de campo ao qual deu o nome de Palazetto Felice. Conferiu-lhe, entre outras distinções, o título de Cavaleiro da Espora Dourada. Acrescentou a lanterna à cúpula da Basílica de São Pedro e propôs o prolongamento do interior em uma nave bem definida. Mais tarde, já no seu pontificado, bastaram-lhe cinco anos para realizar todas as tarefas que cria realizar, tanto na política, como na administração e no planeamento urbano. Logo no ínicio do seu pontificado, conclui a Strada Felice em menos de um ano (1585-86) e já no final com a sua determinação e vontade ergueu em vinte e dois meses a cúpula de São Pedro (1588-90).
Mais importantes foram as alterações que fez na Arquibasílica de São João de Latrão (c. 1586), onde introduziu na loggia da fachada norte uma imponente arcada dupla de vão largo e amplo, e provavelmente acrescentou o pórtico de dois andares o Scala Santa. Esta predileção por arcadas como características essenciais de um esquema arquitetônico foi evidenciada nas fontes projetadas por Domenico e seu irmão Giovanni, por exemplo, a Fontana dell'Acqua Paola, ou a Fontana di Termini planejada nos mesmos moldes.
Entre os edifícios seculares, seu estilo contido forte, com sua sugestão de Jacopo Barozzi da Vignola, é melhor exemplificado no Palácio de Latrão (iniciado em 1586), no qual a aplicação vigorosa de princípios estruturais sólidos e um poder de coordenação são inegáveis, mas também a total falta de imaginação e estéril monotonia de estilo. Era característico dele ficar satisfeito com uma única solução para um problema arquitetônico, como mostra o fato de que ele reaplicou o motivo do Palácio de Latrão na parte posterior do Vaticano que contém a atual residência papal, e nos acréscimos ao Palácio Quirinal.
Fontana também projetou os braços transversais que separam as cortes do Vaticano.

## Urbanismo
Também foi importante a sua colaboração com Sisto V no fornecimento de Roma com uma rede rodoviária moderna, uma tarefa já iniciada pelos seus antecessores, que permitiria responder ao fluxo sempre crescente de fiéis que faziam a Peregrinação às sete igrejas de Roma. Em 1586, a grande nova rua, a Via Felice (hoje Sistina) foi concluída e eles usaram os obeliscos egípcios, encontrados entre as ruínas, para marcar os nós verticais deste sistema.
| “                  | Ora, Nosso Senhor, desejando facilitar o caminho para aqueles que, movidos pela devoção ou pelos votos, visitam frequentemente os lugares mais sagrados da cidade de Roma, e em particular as sete igrejas tão célebres pelas suas grandes indulgências e pelas relíquias nelas contidas, abriu em muitos lugares muitas ruas muito largas para que todos, a pé, a cavalo ou de carruagem, possam partir de qualquer lugar de Roma que desejarem e continuar diretamente para as devoções mais famosas. | ” |
| — Domenico Fontana | |   |

“A rede de ruas que ele projetou parece um tanto rígida e esquemática em relação à topografia e à estrutura urbana”, como ele mesmo reconhece:
| “                  | Com um custo realmente inacreditável e em consonância com o espírito de um príncipe tão grande, o Papa Sisto estendeu as referidas ruas de um campo ao outro da cidade, sem levar em conta as montanhas ou os vales que elas atravessam, mas nivelando as primeiras e aterrando os últimos, ele as reduziu a planícies suaves etc. | ” |
| — Domenico Fontana | |   |

o que antecipa a "topografia ideal para o Barroco, a terra plana que permitia uma extensão infinita".
Doménico é quem dá forma às ambições de Sisto V. Roma não seria apenas a sede da fé do mundo católico, uma cidade histórica e de peregrinação, seria a primeira grande capital da Europa. Para isso Sisto V garantiu autonomia económica, incentivando as iniciativas de indústria e comércio, reformando o antigo sistema de impostos, reconstruindo estradas, facilitando o acesso à cidade e estabelecendo bonificações, a paisagem deixa de ser do domínio da natureza, tornando-se o local da vida social, ou seja, todo o conjunto urbanístico deve servir à vida: à economia, à política, à religião, ao lazer e ao convívio. Tais reformas tinham uma função propagandista da contrarreforma; portanto, os eixos daquele traçado urbano seriam ainda igrejas, basílicas, monumentos religiosos, evidenciando a função devocional da planta de Fontana. Porém, a grande revolução seria uma cidade viva pensada para o movimento - esse seria o maior desafio urbanístico enfrentado por eles. O plano de Fontana estabelece prioritariamente a abertura da cidade, que se daria através de quatro grandes eixos que convergiriam na basílica de Santa Maria Maior, que, embora afastada do centro, era a favorita de Sisto V, tanto que foi o seu último desejo, a construção de sua própria capela funerária na basílica, ao lado do papa Pio V. O primeiro e principal eixo faria a ligação entre Trinità dei Monti e a basílica de Santa Maria Maior, Santa Cruz e Jerusalém; na época via Felice, hoje ruas Sistina, Quattro Fontane e Sonnino. Outro ligava Santa Maria Maior a basílica de São Lourenço. Já o eixo que ligaria as basílicas San Giovanni in Laterano a San Paolo nunca foi construído, sendo, em vez disso, San Giovanni conectada ao Coliseu. Esta reforma cria as bases para a expansão do barroco na cidade de Roma no seicento, através dela surgem os modelos de cidade capital que seriam amplamente difundidos e fonte de inspiração para as principais capitais europeias.

## Obeliscos egípcios

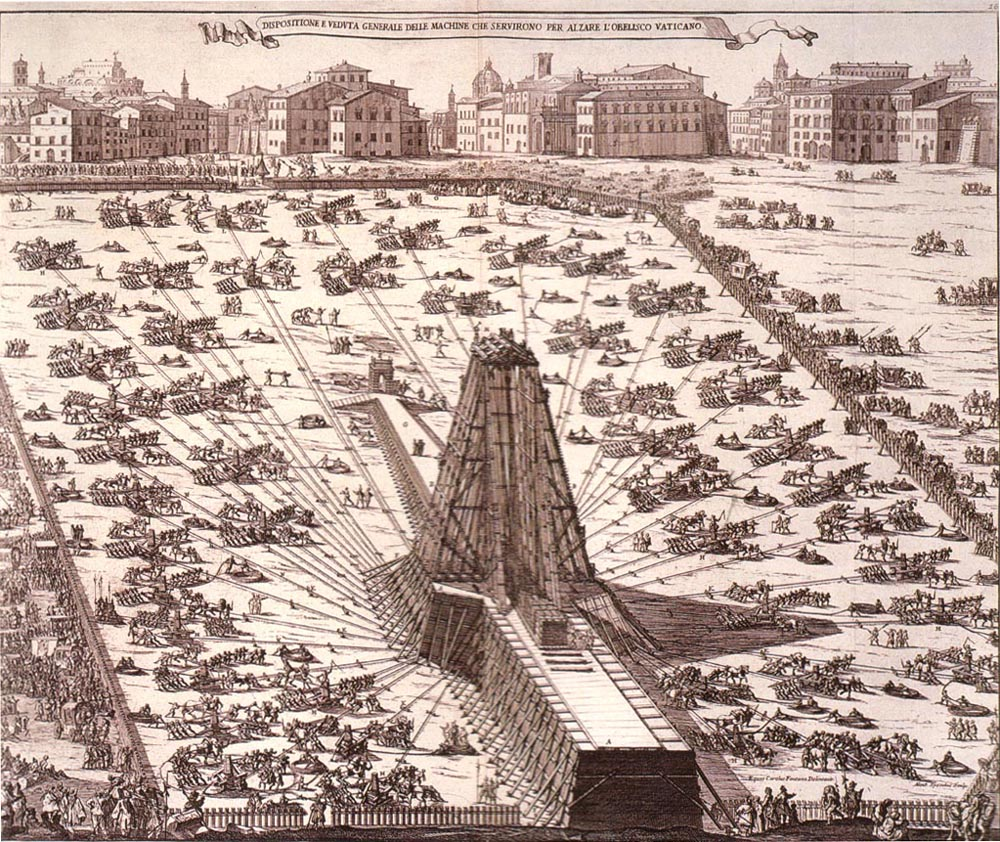
Reestruturação do obelisco na Praça de São Pedro em 1586

Em 1586, ele ergueu o obelisco de 327 toneladas na Praça de São Pedro. Essa façanha de engenharia exigiu o esforço concentrado de 900 homens, 75 cavalos e incontáveis roldanas e metros de corda.

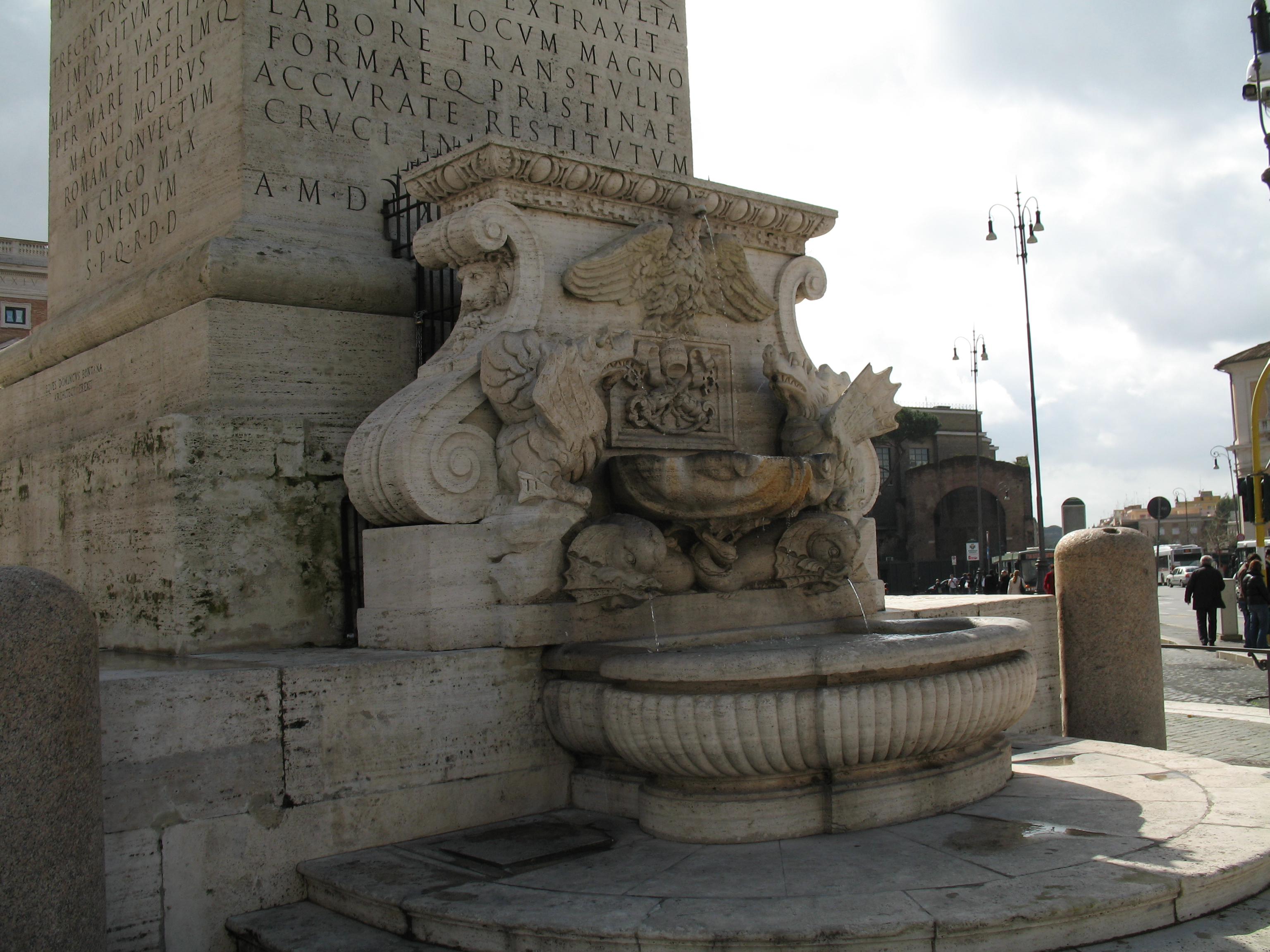
Fonte no pedestal do obelisco de Latrão, desenhada por Fontana

Ele faz um relato detalhado disso em Della transporte dell'obelisco Vaticano e delle fabriche di Sisto V (Roma, 1590). O astrônomo Ignazio Danti é conhecido por ter ajudado Fontana neste trabalho.
Fontana também usou seu conhecimento da estática, que despertou espanto universal na época, na elevação de três outros obeliscos antigos na Piazza del Popolo, na Piazza di S. Maria Maggiore e na Piazza di S. Giovanni in Laterano.

## Outros trabalhos

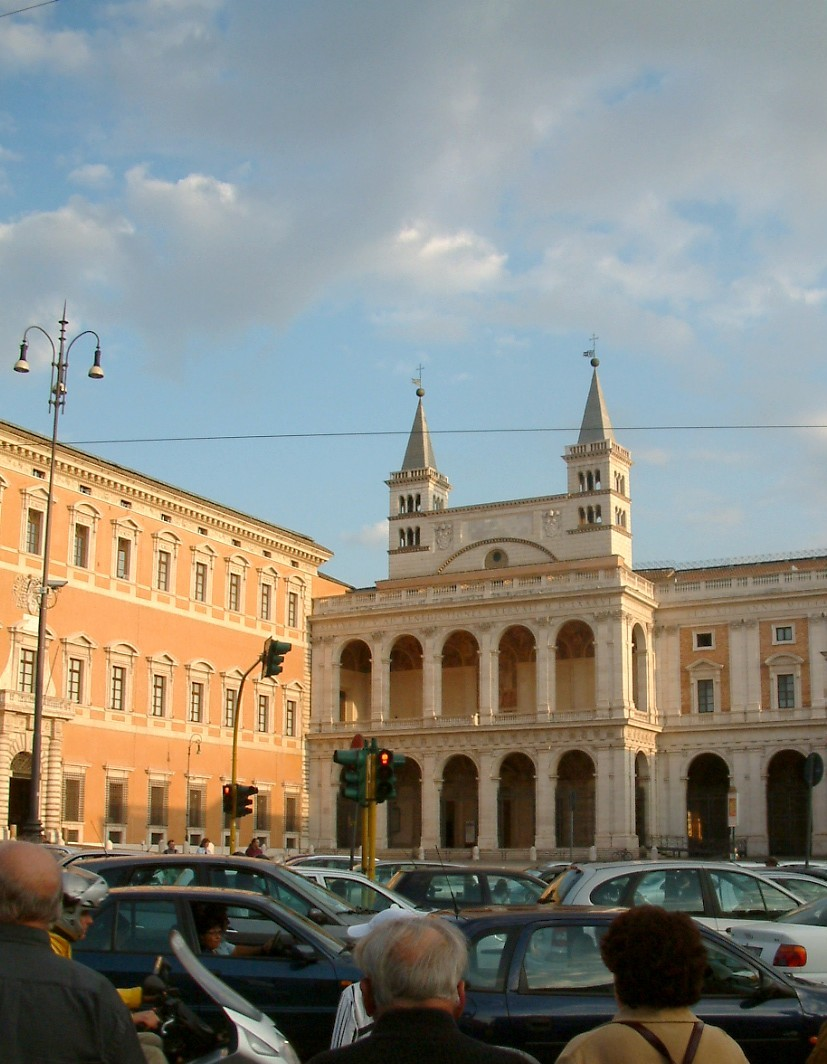
San Giovanni: fachada norte.
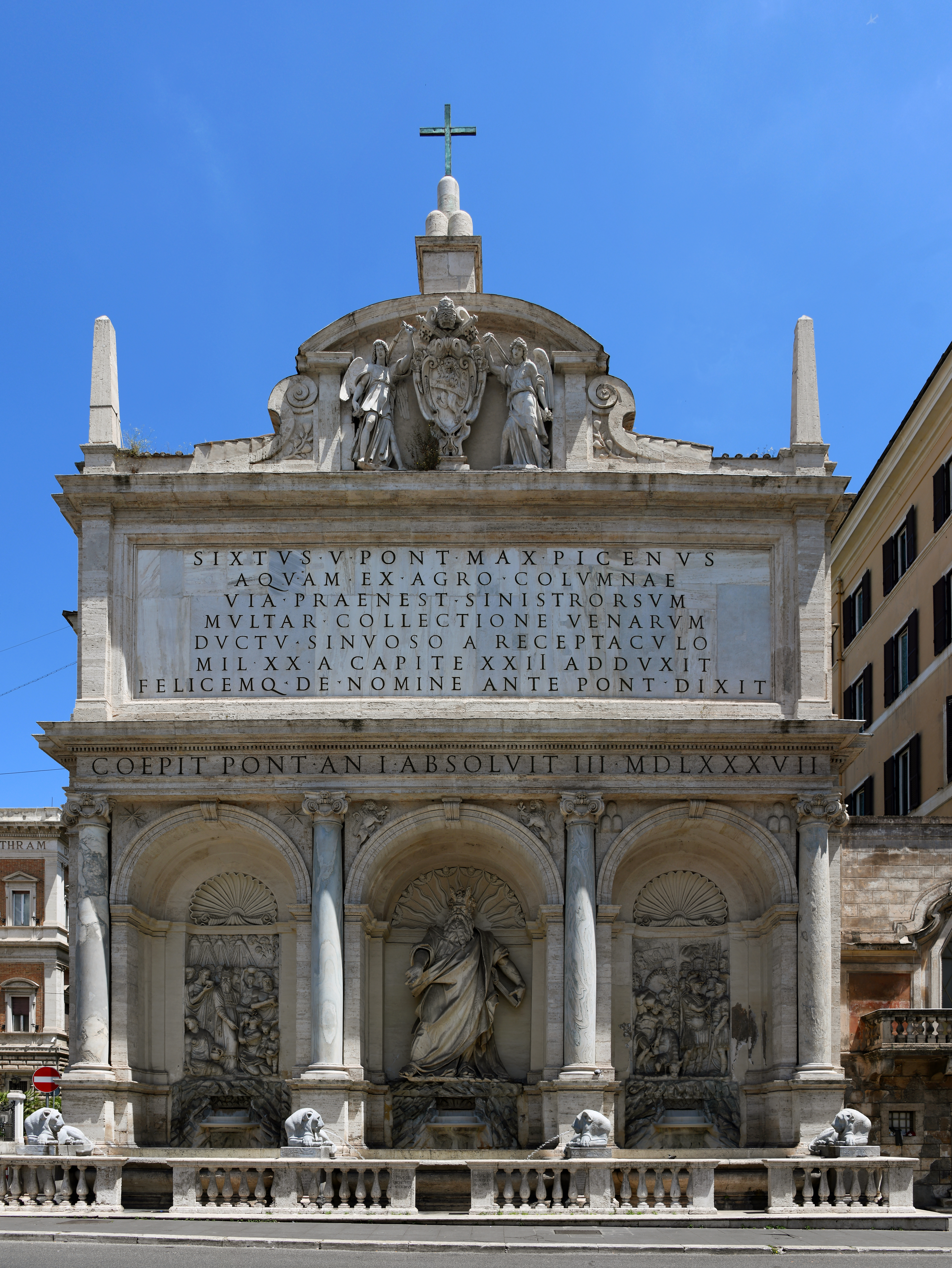
Fonte de Moisés em Roma.
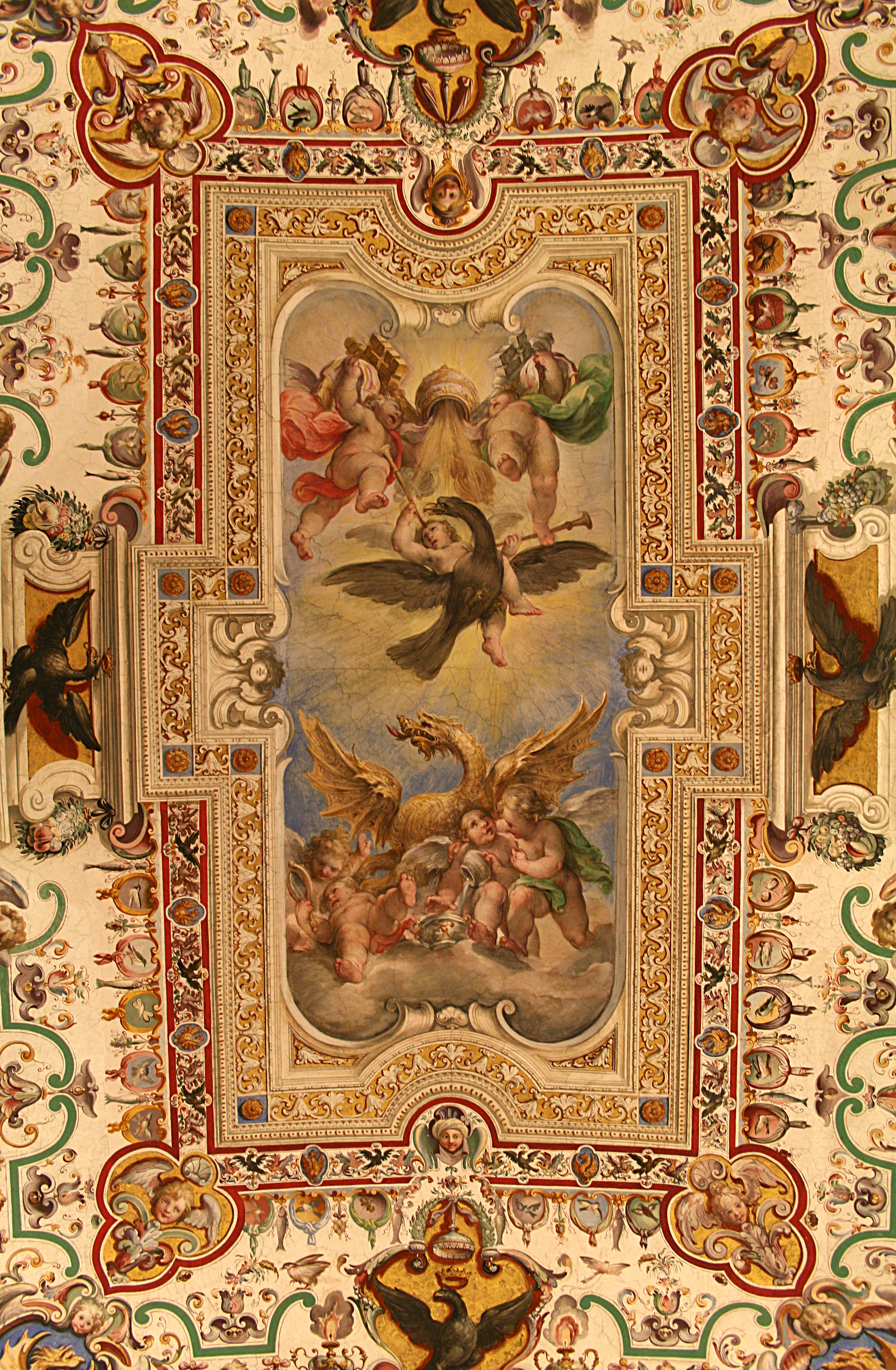
Projeto de teto para Venda Sistina - Biblioteca do Vaticano.

Após a morte de seu patrono, ele continuou por algum tempo ao serviço de seu sucessor, o Papa Clemente VIII. Logo, no entanto, a insatisfação com seu estilo, a inveja e a acusação de que ele havia se desviado do dinheiro público fizeram com que fosse demitido de seu posto, e ele foi levado para Nápoles. Lá ele aceitou a nomeação de arquiteto para o vice-rei, o conde de Miranda. Além de projetar canais, ele ergueu o Palazzo Reale.
Ele morreu em 1607 e foi sepultado na igreja de Sant'Anna dei Lombardi.
O irmão de Domenico, Giovanni Fontana, também era arquiteto, e seu filho Giulio Cesare o sucedeu como arquiteto real em Nápoles.

## Trabalhos publicados
- Domenico Fontana. Della transportatione dell'obelisco Vaticano e delle fabriche di Sisto V. Rome 1590 - Edição online